# Lampsane commune
Lapsana communis
Espèce
Classification phylogénétique

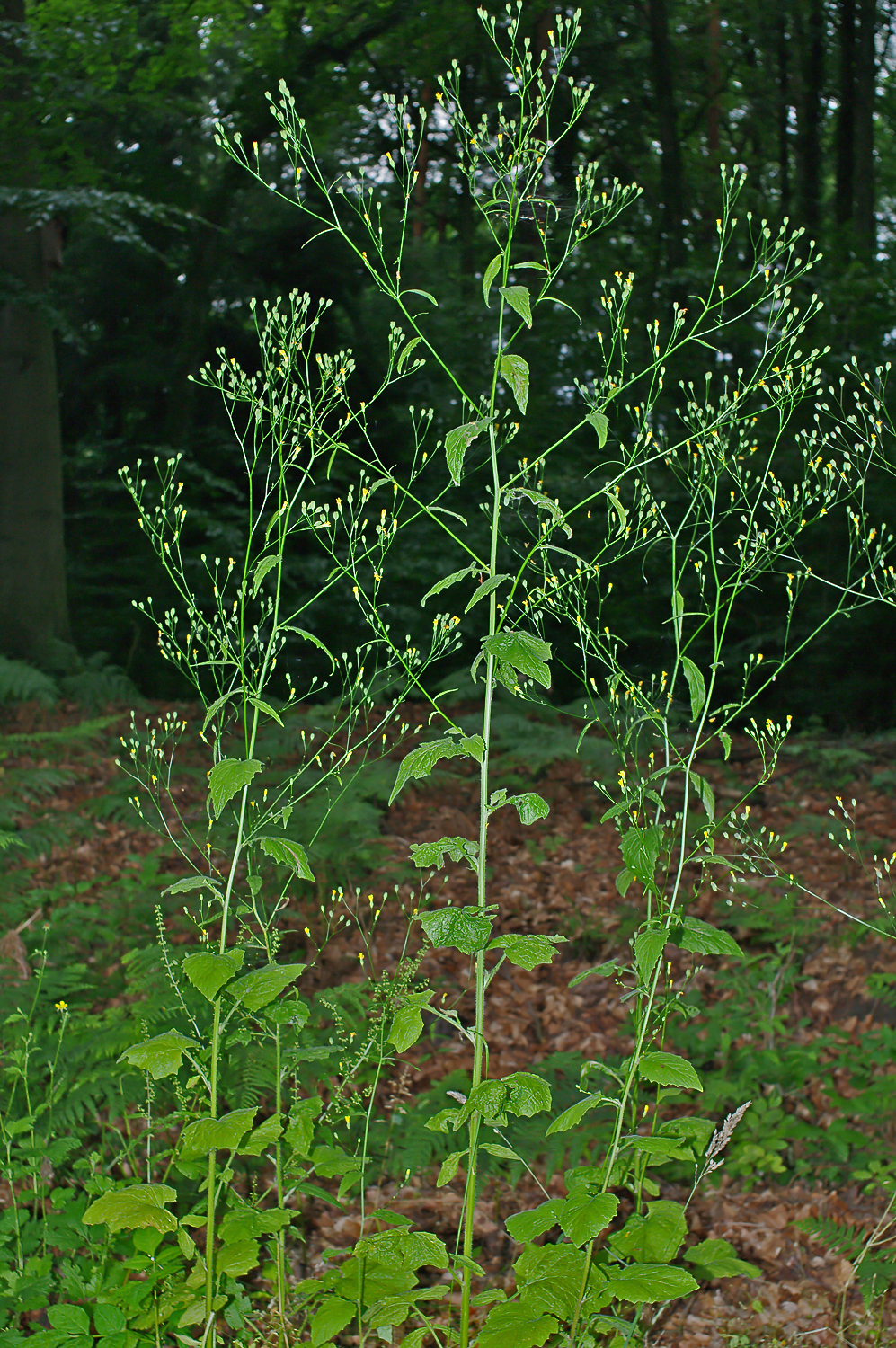
Apparence de la Lampsane commune, avec ses capitules fermés.

La Lampsane commune (Lapsana communis) est une espèce de plantes à fleurs de la famille des Astéracées assez commune dans les régions tempérées de l'ancien monde.

## Étymologie et dénominations
Le mot lampsane et le latin lampsana ou  lapsana viennent tous du grec λαμψάνη (lampsánē) ou λαψάνη (lapsánē), qui désignait une plante comestible indéterminée mentionnée par Dioscoride, peut-être la moutarde des champs ou le radis, en raison de la ressemblance de leurs feuilles dites lyrées ou lyriformes. Il est possible que ces mots dérivent du grec λάμπω (lámpō) « briller », ou de λαπάζω (lapázō), λαπάσσω (lapássō) « vider », par allusion aux propriétés émollientes et laxatives de la plante. 
Noms vernaculaires : Lampsane, Herbe-aux-mamelles, Poule grasse, Gras de mouton, Grasse Géline, Grageline, Lamproise. Ses bourgeons floraux ressemblant un peu aux mamelons, cette plante était réputée, selon la théorie des signatures, soulager l'engorgement inflammatoire des seins des nourrices et des nouvelles accouchées.  Plante fourragère de bonne qualité, ses graines engraissaient jadis la volaille, d'où ses noms populaires de Poule grasse, Grageline…

## Description
La Lampsane est une plante herbacée annuelle à petites fleurs jaunes de 20 cm à 1 m caractérisée par des feuilles en rosette à la base, des feuilles médianes lyriformes, alternes le long de la tige et des feuilles supérieures oblongues à lancéolées, dentées. La tige unique, dressée, est velue vers la base et rameuse au sommet. Les fleurs sont groupées en petits capitules jaunes (fermés par mauvais temps) ressemblant en plus petit à ceux des pissenlits (8 à 15 fleurs ligulées par capitule, protégées par un involucre caliculé glabre, à bractées disposées sur un rang) et rassemblés par 8-12 en une panicule lâche à l'extrémité des rameaux, formant une grappe composée au sommet de la plante.
Les fruits sont des akènes longs de 4 à 12 mm, démunis de pappus, ce qui est assez rare chez les Asteracées.

## Distribution et habitat
Plante rudérale ubiquiste d'une large gamme d'habitats, elle est originaire des régions tempérées d'Europe et d'Asie occidentale.
- Europe : des îles Britanniques à la Russie et du sud de la Scandinavie au Portugal et à la Grèce,
- Asie : de la Turquie à l'Iran et de la région du Caucase jusqu'à la Sibérie.

Elle s'est naturalisée dans les Amériques.
Cette thérophyte se rencontre principalement sur terres retournées, en bordure des chemins, sur les talus, dans les lisières, les bois clairs et les friches ; principalement en plaine, mais peut se trouver jusqu'à 1 800 m d'altitude. Elle vit préférentiellement sur les sols riches en azote.

## Utilisation
Les feuilles jeunes en rosette, avant le développement de la hampe florale, ont un goût qui rappelle celui du pissenlit et peuvent se consommer en salade avec un goût de laitue romaine. En Italie on les consomme souvent cuites comme les épinards mais là encore elles acquièrent rapidement une certaine amertume. Elles peuvent servir à farcir des crêpes. Les fleurs sont également comestibles mais sont plus amères. Malgré ces usages, la lampsane est surtout considérée comme une « mauvaise herbe » par le jardinier . 
Cette amertume leur donne des propriétés toniques, digestives.

## Composition chimique et incidence

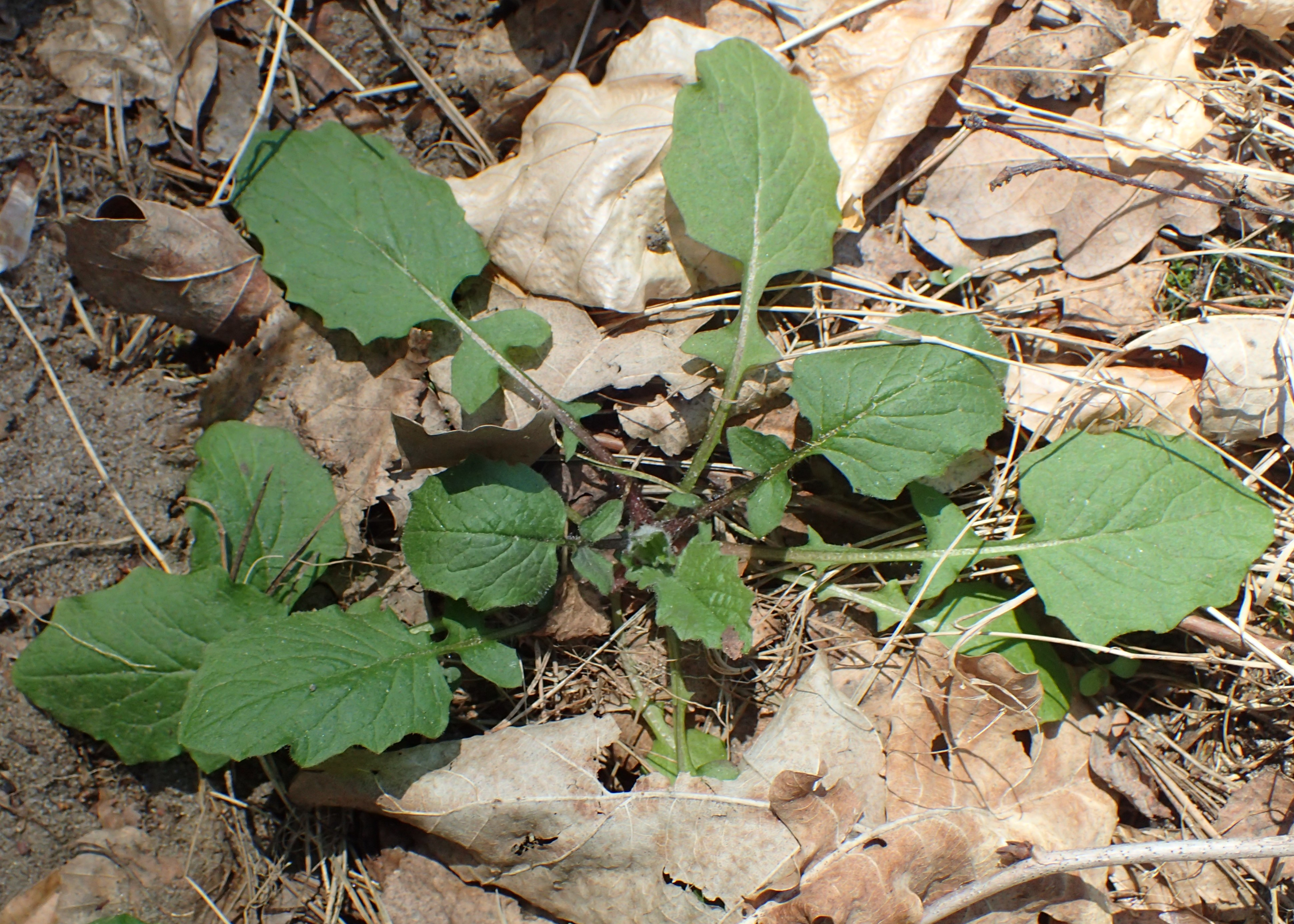
Lampsane commune.

En dépit d’usages assez connus en médecine populaire en Europe occidentale jusqu’au milieu du XXe siècle, la lampsane commune est restée longtemps très peu étudiée au plan de sa composition chimique. Des travaux menés entre 1997 et 1999 ont permis l’identification dans cette plante de plus de 40 constituants chimiques de natures lipidiques, terpéniques et polyphénoliques. Parmi eux, les constituants polyphénoliques trouvés dans la lampsane sont tout à fait similaires à ceux d’autres Astéracées proches au plan taxinomique (Pissenlit, Chondrilla...). En ce qui concerne les lactones sesquiterpéniques glucosylées isolées du latex de la lampsane commune, si leurs structures sont voisines de celles rencontrées dans d’autres Astéracées (Laitue, Endive, Ixéris (en), Crépis…), trois d’entre elles n’avaient néanmoins jamais été identifiées jusqu’en 1999 dans une autre plante. Ces lactones sont en partie responsables de l’amertume et de la saveur typique des salades de laitues, scarole, pissenlit… et de lampsane.
La connaissance de la composition chimique de la lampsane commune a permis d’argumenter l’innocuité de cette plante parfois consommée à l'état jeune. En effet, parmi l’ensemble des constituants détectés dans celle-ci, aucun ne présente un caractère toxique. Cette plante ne contient pas d'alcaloïdes, ni de lactones sesquiterpéniques libres, ni d'hydrocarbures polyinsaturés volatils.

## Galle
La ponte de Timaspis lampsanae (Hyménoptère) provoque un renflement sur la tige de Lampsane commune (une «galle»), dans lequel s'abritent et se nourrissent les larves de l’insecte.